# Heckmotor

Een schematische weergave van een heckmotoraandrijving.

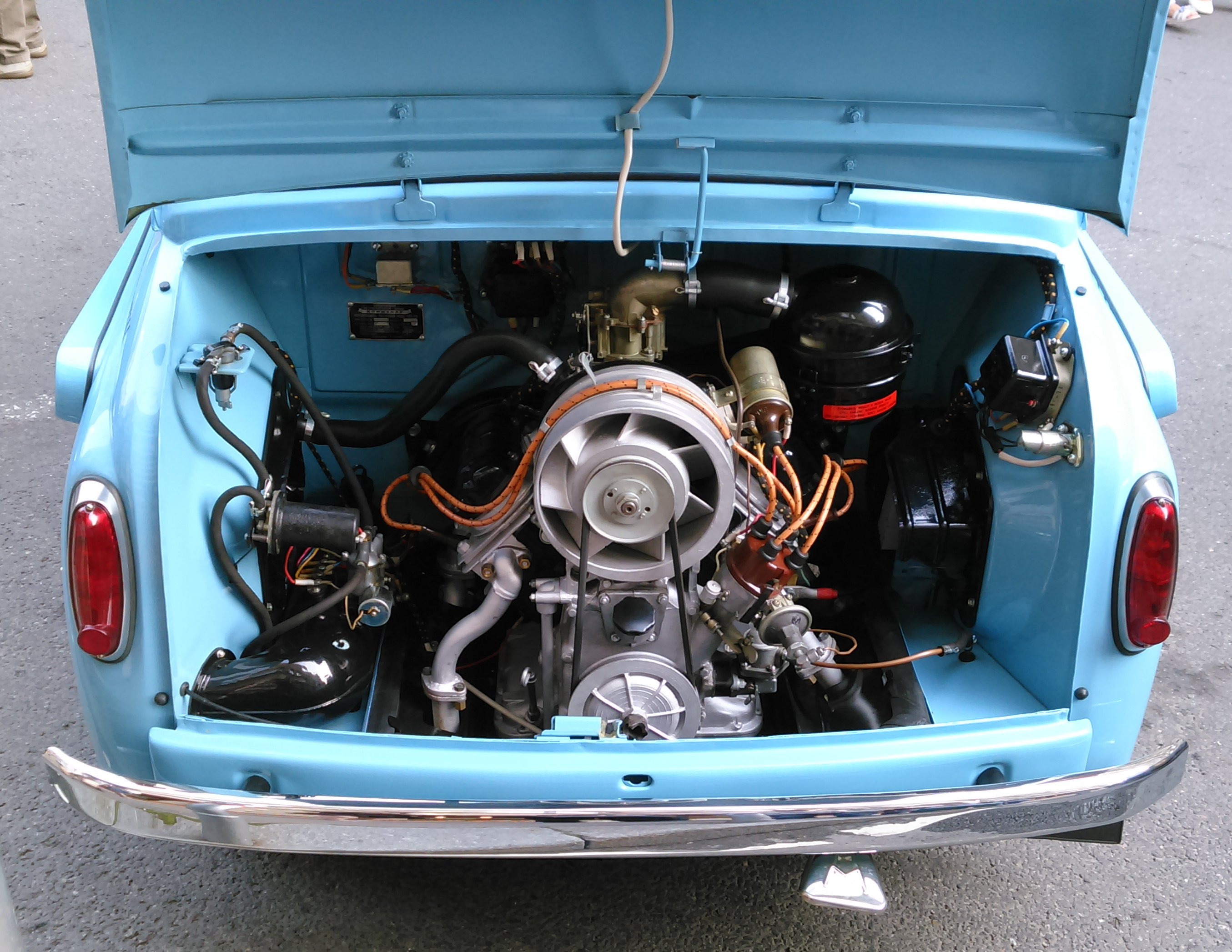
Motorruimte van de ZAZ 965.

Van een heckmotor (of RR uit het Engels: Rear-engine, Rear-wheel drive) spreekt men, wanneer de motor van een voertuig boven de achteras is geplaatst en er achterwielaandrijving plaatsvindt. Deze opstelling vindt men zowel bij auto's, als bij bestelwagens en bussen. Auto's met deze motoropstelling zijn onder andere:
- Alpine: A110, A310, A610
- De Lorean: DMC-12
- FIAT: 500, 600, 850, 133
- Mitsubishi: 500
- NSU: Prinz, TT
- Porsche: 356, 911
- Ramses: Gamila
- Renault: 4CV, Floride, Caravelle, Dauphine, Ondine, R8, R10
- Simca: 1000
- Škoda: 1000 MB, 100, 110, 105, 120, 130, Rapid Coupé
- Smart: Roadster
- Tata: Nano
- Tatra: V570, T77, 87, T97, T600, T603, T613, T700
- Volkswagen: Kever, Ponton, Fastback, 411, 412, Transporter
- ZAZ: 965, 965A, 966, 968, 968M
- Zastava: 600,750,850

## Technische voor- en nadelen
In tegenstelling tot voorwielaangedreven voertuigen, profiteren voertuigen met een heckmotor bij het optrekken van de veranderlijke asdruk. Bij het optrekken wordt de druk op de achteras hoger, en daarmee ook de grip van de band op het wegdek, zodat het gevaar van doordraaiende wielen kleiner is. Hetzelfde effect verbetert de rijeigenschappen in de winter wanneer het glad is. Ook bij het bergop rijden is het een voordeel.
Heckaandrijving werkt nadelig bij het nemen van bochten. Het voertuig neigt sterk tot oversturen en in extreme situaties tot slippen. Bovendien zijn door de grote afstand tussen versnellingspook en versnellingsbak extra stangen en hefbomen nodig. Hierdoor is het voor de bestuurder moeilijker om nauwkeurig te schakelen dan bij een frontmotor.
Bij bussen met een Heckmotor is een aandrijfas niet meer nodig. Dit spaart ruimte, zodat bij een stadsbus een lage instap mogelijk is, en bij een touringcar veel bagageruimte. Praktisch alle moderne bussen hebben een heckmotor.